# Football Club Halifax Town
Football Club Halifax Town é um clube de futebol da Inglaterra, localizado na cidade de Halifax. Disputa atualmente a National League, que equivale a 5ª divisão do futebol inglês.
Foi fundado em 2008 para substituir o Halifax Town AFC, extinto no mesmo ano por conta de dívidas. Seu estádio, o The Shay, foi usado pelo clube que o antecedeu entre 1921 e 2008, e possui atualmente 14.061 espectadores. As cores do novo Halifax Town (azul e branco) são as mesmas do homônimo, tal qual o apelido ("The Shaymen").

## Títulos

### Liga
- Northern Premier League Premier Division: 1

2010-11
- Northern Premier League Division One North: 1

2009-10

### Copa
- West Riding County Cup: 1

2012-13
- FA Trophy: 2

2015-16, 2022-23